# 山田麟嶼
山田 麟嶼（やまだ りんしょ、1712年（正徳2年） - 1735年4月11日（享保20年3月19日））は江戸時代中期の儒学者。名は正朝、弘嗣。字は大佐。別号に尚古堂。

## 経歴・人物
江戸に生まれる。神童と謳われた。実父山田宗円に学んだのち、荻生徂徠の門下で古文辞学、唐音を修める。室鳩巣の推薦により13歳で幕府儒官となり、そののち京都の伊藤東涯に入門。天然痘により享保20年（1735年）3月19日死去。享年24歳。江戸時代中期の医師山田図南は孫。